# (6399) Harada
(6399) Harada es un asteroide perteneciente al cinturón de asteroides descubierto el 3 de abril de 1991 por Tsutomu Seki desde el Observatorio de Geisei, Geisei, Japón.

## Designación y nombre
Designado provisionalmente como 1991 GA. Fue nombrado  en honor a Shoji Harada (n. 1953), fotógrafo aficionado y estudioso de las órbitas de cometas y planetas

## Características orbitales
(6399) Harada está situado a una distancia media del Sol de 2,431 ua, pudiendo alejarse hasta 2,701 ua y acercarse hasta 2,162 ua. Su excentricidad es 0,111 y la inclinación orbital 8,400 grados. Emplea 1384,77 días en completar una órbita alrededor del Sol.

## Características físicas
La magnitud absoluta de (6399) Harada es 13,13. Tiene 5,809 km de diámetro y su albedo se estima en 0,225. 